# Doo-Wop-Motel

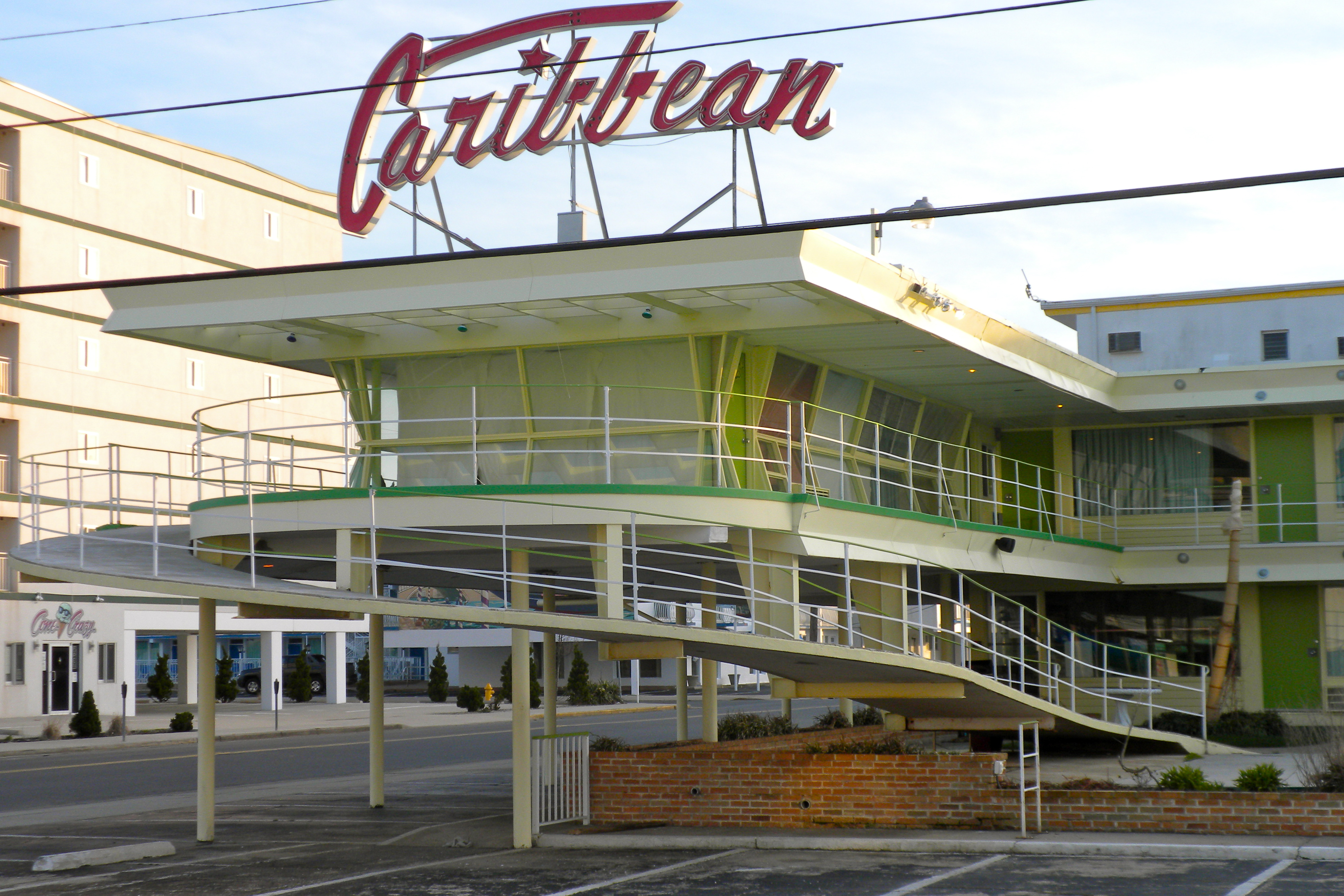
Das 1958 erbaute Caribbean Motel

Als Doo-Wop-Motel werden die typischen Motels aus den 1950er und frühen 1960er Jahren in den Wildwoods im US-Bundesstaat New Jersey bezeichnet. Der Begriff wurde vom Mid-Atlantic Center For The Arts in den frühen 1990er Jahren geprägt und nimmt Bezug auf den Doo-Wop-Musikstil, der in jener Zeit, als die besagten Motels erbaut wurden, sehr populär war. 
Geschwungene, asymmetrische Formen (abgerundete Dreiecke oder Trapeze, Bumerang-Formen), Pastellfarben und knallige Leuchtschriften gehören zu den wesentlichen Erscheinungsmerkmalen der Doo-Wop-Motels. Architektonisch handelt es sich um schlichte Betonbauten, denen mit Hilfe der dekorativen Elemente der Schein von Exotik und Exklusivität verliehen wurde. Typische Namen von solchen Motels lauten Satellite Motel, Caribbean Motel oder Bel Air Motel. 
Gehäuft finden sich diese Motels in North Wildwood, Wildwood und Wildwood Crest, drei benachbarten Orten an der Küste von New Jersey. Als „Wildwoods“ wurden sie nach dem Zweiten Weltkrieg zum Inbegriff eines Ferienorts für die amerikanische Arbeiterschaft. 
Heute sind noch rund 50 dieser Motels im Originalzustand erhalten. Nachdem in den 1990er Jahren viele der Gebäude abgerissen wurden, setzte der National Trust for Historic Preservation, die amerikanische Denkmalschutzstiftung, 2006 die Doo-Wop-Motels in den Wildwoods auf die Liste der gefährdetsten historischen Stätten des Landes.